# Пауль Рауд
Пауль Рауд (ест. Paul Raud; 23 жовтня 1865, с. Кірікукюла, повіт Віру-Яаагупі — 22 листопада 1930, Таллінн) — естонський художник.

## Біографія
Пауль Рауд народився 23 жовтня 1865 у селі Кірікукюла, повіту Віру-Яаагупі. У нього був брат-близнюк Кріст'ян, що згодом також став естонським художником та засновником Естонського національного музею.
Дитинство та юність обох братів пройшли в селі Мерікюла, де працював їхній батько Яан Рауд. Він помер рано.
У 1886 році, після закінчення Ракверського сільського училища, Пауль вирушив на навчання до Дюссельдорфа.
У 1896 році Рауд разом з братом та скульптором Амандусом Адамсоном вирушили в подорож на острови Муху та Пакрі. Його роботи того періоду нагадували картини Макса Лібермана.
У 1899 році він повернувся до Німеччини, де знову у своїй творчості вдався до елементів імпресіонізму. Багато в чому тоді на стиль робіт Рауда вплинув досвід спільної роботи з І.Ю. Рєпіним.
Протягом та після Першої світової війни, під час якої художник виїхав до Таллінна, він почав викладати, з 1915 року працюючи викладачем графіки в Талліннському інституті торгівлі і, з 1923 року, в Державній школі промислового дизайну у Таллінні.
Помер художник у 22 листопада 1930 року у Таллінні.

## Галерея робіт художника

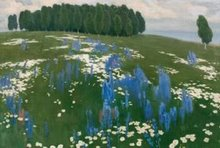
«Квіткове поле» (1906-1911)
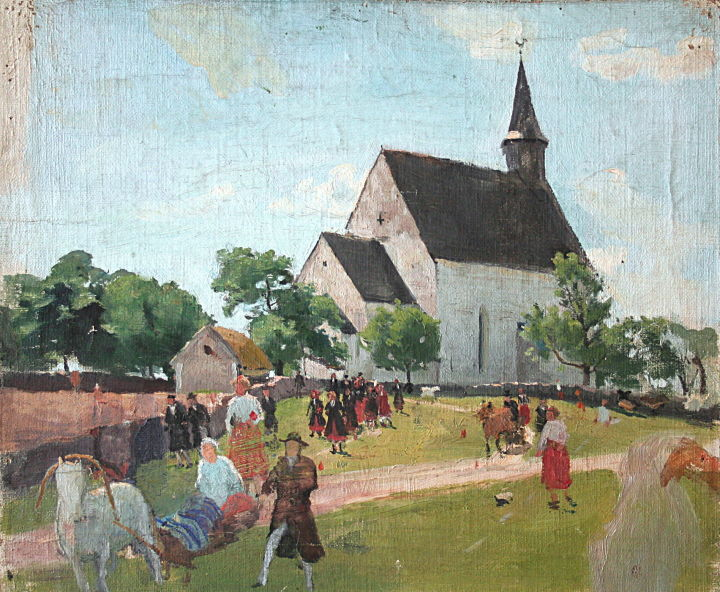
«Мухуська церква» (1898)
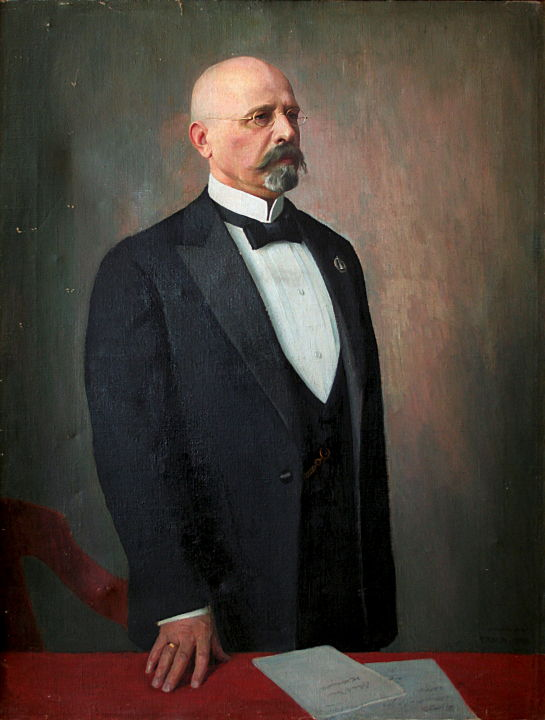
«Портрет Яана Поски» (1929)
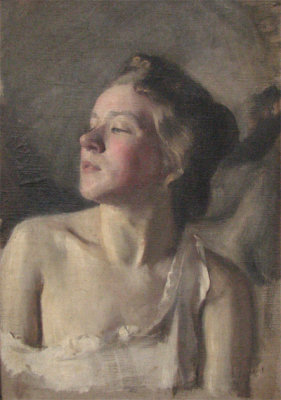
«Напівоголена» (1911)
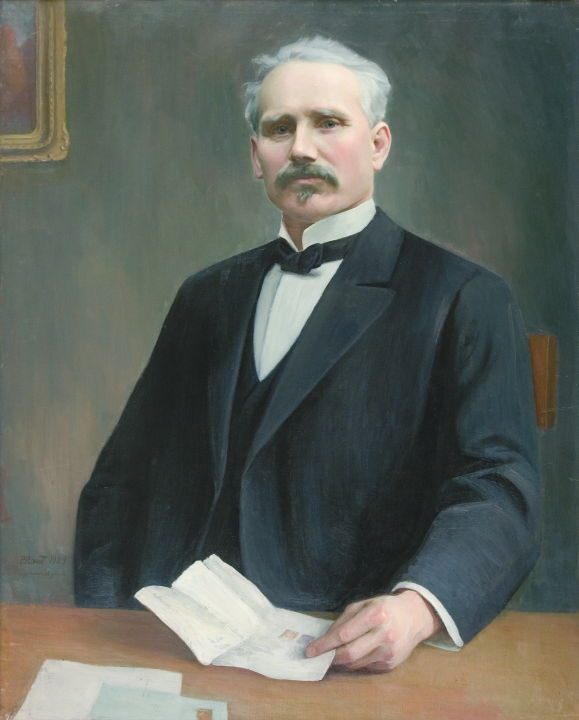
«Портрет Волдемара Пухка» (1929)
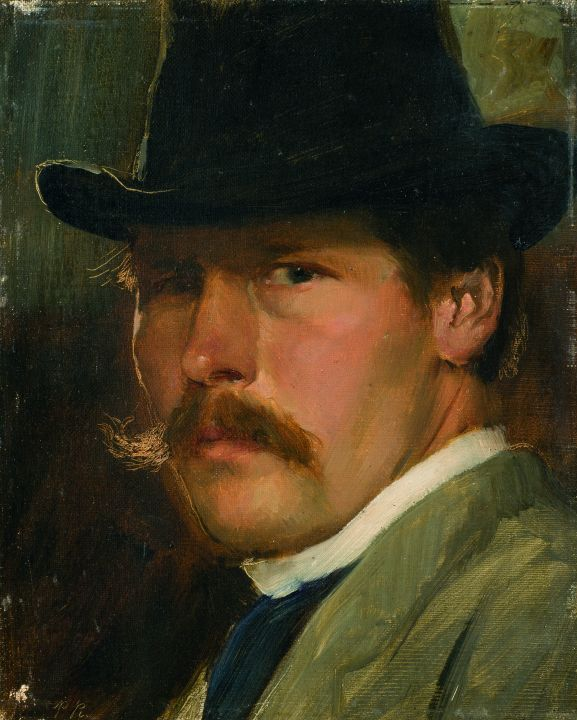
«Автопортрет у капелюсі» (1900)